# Isòvol
Isòvol è un comune spagnolo di 189 abitanti situato nella comunità autonoma della Catalogna. Fa parte della regione storica nota come Cerdagna.